# Charles Gustafsson
Charles Gustafsson (* 25. prosince 1932) je bývalý švédský fotbalista, který hrával na pozici záložníka.

## Fotbalová kariéra
Celou svou kariéru strávil v klubu Malmö FF.
Dvakrát nastoupil za švédskou fotbalovou reprezentaci, branku nevstřelil. Bylo to 25. září 1955 proti Norsku (remíza 1:1, Nordic Football Championship) a 16. června 1957 proti Maďarsku (0:0, přátelské utkání).

### Externí odkazy

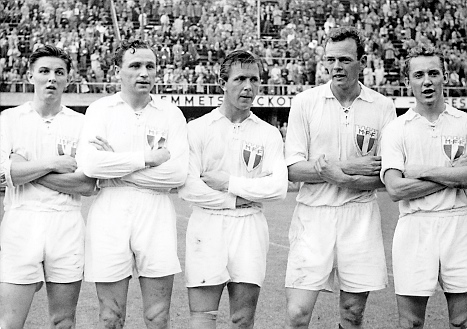
Hráči Malmö FF v roce 1955: zleva Charles Gustafsson, Henry Thillberg, Nils-Åke Sandell, Bengt Lindskog a Bertil Nilsson.